# Donovan
Donovan Phillip Leitch (* 10. května 1946) je skotský zpěvák a básník.
Narodil se v Glasgow, ale v roce 1956 se přestěhoval do Anglie. Do svých zhruba 15 let byl bezproblémové dítě, kolem tohoto roku začal utíkat z domova.
Se zpíváním začínal v klubech, kde se doprovázel na kytaru a foukací harmoniku, tam byl také objeven pro nahrávací studia a stal se velmi populárním.
V r. 1970 se zcela nečekaně usadil na britském venkově, kde se i oženil. Své hudební aktivity značně omezil, zaměřil se na tvorbu dětských písní. Do povědomí se vrátil roku 1996 albem Sutras. Koncertuje sporadicky a když už, tak pouze na hudebních festivalech či jednorázových akcích.
V roce 1984 vystoupil v Praze v Paláci kultury (Kongresové centrum Praha) na hudební akci Planeta míru, která byla součástí XII. ročníku Festivalu politické písně Sokolov 1984. Jeho píseň To live in peace vyšla spolu s nahrávkami dalších interpretů na desce nazvané Planeta lidí – XII. Ročník Festivalu politické písně Sokolov, kterou vydal Supraphon roku 1985.

## Dílo
Jeho texty jsou o větru, lásce, květinách atp. čímž se někdy dostal poměrně blízko k beat generation. Často je označován za britskou obdobu Boba Dylana, přestože instrumentace, vokální prezentace, melodika i textová vyhraněnost obou dvou interpretů se velmi liší.
Jeho nejznámější písní je pravděpodobně Catch the Wind z roku 1965, která jej proslavila. Mezi další hity z 60. let se řadí i např. Colours, Jennifer Juniper, Hurdy Gurdy Man, Sunshine Superman, Atlantis, Mellow Yellow či Goo Goo Barabajagal (Love Is Hot). Již od počátků se nebál experimentovat s elektrickými nástroji. Od roku 1966 výrazně ovlivněn indickou hudbou i filozofií, jež se projevily jak v jeho hudbě, tak i životním stylu. Příznivec buddhismu.

## Diskografie
- What's Bin Did and What's Bin Hid / v USA pod názvem Catch the Wind
- Fairytale - 1965
- Sunshine Superman - 1966
- Mellow Yellow - 1967
- A Gift from a Flower to a Garden - 1967
- Donovan in Concert - 1968
- The Hurdy Gurdy Man - 1968
- Barabajagal - 1969
- Open Road - 1970
- H.M.S. Donovan - 1971
- Cosmic Wheels - 1973
- Live in Japan: Spring Tour 1973 - 1973
- Essence to Essence - 1973
- 7-Tease - 1974
- Slow Down World - 1976
- Donovan - 1977
- Neutronica - 1980
- Love Is Only Feeling - 1981
- Lady of the Stars - 1984
- Rising / The Classics Live 1990
- One Night in Time - 1993
- Sutras - 1996
- Rising Again - 2001
- Greatest Hits Live Vancouver 1986 - 2001
- Pied Piper - 2002
- Sixty Four - 2004
- Brother Sun Sister Moon - 2004
- Beat Cafe - 2004